# Isola Sacra (frazione)
Isola Sacra è un abitato di 14.500 abitanti, frazione del comune di Fiumicino, che occupa circa i 2/3 dell'omonima isola presso il Tevere. È sorta negli anni 1930, in seguito alla "Bonifica di Isola Sacra".
Il territorio dell'intera isola è stato la trentaseiesima zona di Roma nell'Agro romano, indicata con Z. XXXVI, istituita con delibera del commissario straordinario n. 2453 del 13 settembre 1961 e soppressa con delibera del commissario straordinario n° 1529 dell'8 settembre 1993 a seguito dell'istituzione del comune di Fiumicino, avvenuta con legge regionale n. 25 del 6 marzo 1992.

## Economia
L'economia del territorio si fonda sulla presenza del vicino aeroporto di Roma-Fiumicino e del suo indotto, su agricoltura e pesca e su turismo e ristorazione, particolarmente con la cucina di pesce. Diffuso e particolarmente sviluppato il settore terziario (legato soprattutto all'aeroporto e ai servizi di logistica e commercio che si concentrano nell'area).

## Sport
Negli sport di squadra, la formazione che ha più avuto risonanza nazionale è la Futsal Isola, che nella stagione 2016-17 ha disputato per la prima volta nella sua storia il campionato di Serie A di Calcio a 5.